# 兴隆沟遗址
兴隆沟遗址位于内蒙古自治区赤峰市敖汉旗宝国吐乡兴隆沟村西南约1公里的山坡上，是一处新石器时代遗址，2013年被列为第七批全国重点文物保护单位。
兴隆沟遗址地处大凌河支流上游左岸，有三个地点，2001年至2003年，中国社会科学院考古研究所进行了三次发掘，取得重大成果，三个地点分别属于兴隆洼文化、红山文化和夏家店下层文化聚落遗址。